# Leucotmemis tenthredoides
Leucotmemis tenthredoides är en fjärilsart som beskrevs av Walker 1856. Leucotmemis tenthredoides ingår i släktet Leucotmemis och familjen björnspinnare. Inga underarter finns listade i Catalogue of Life.